# Kratte masugn

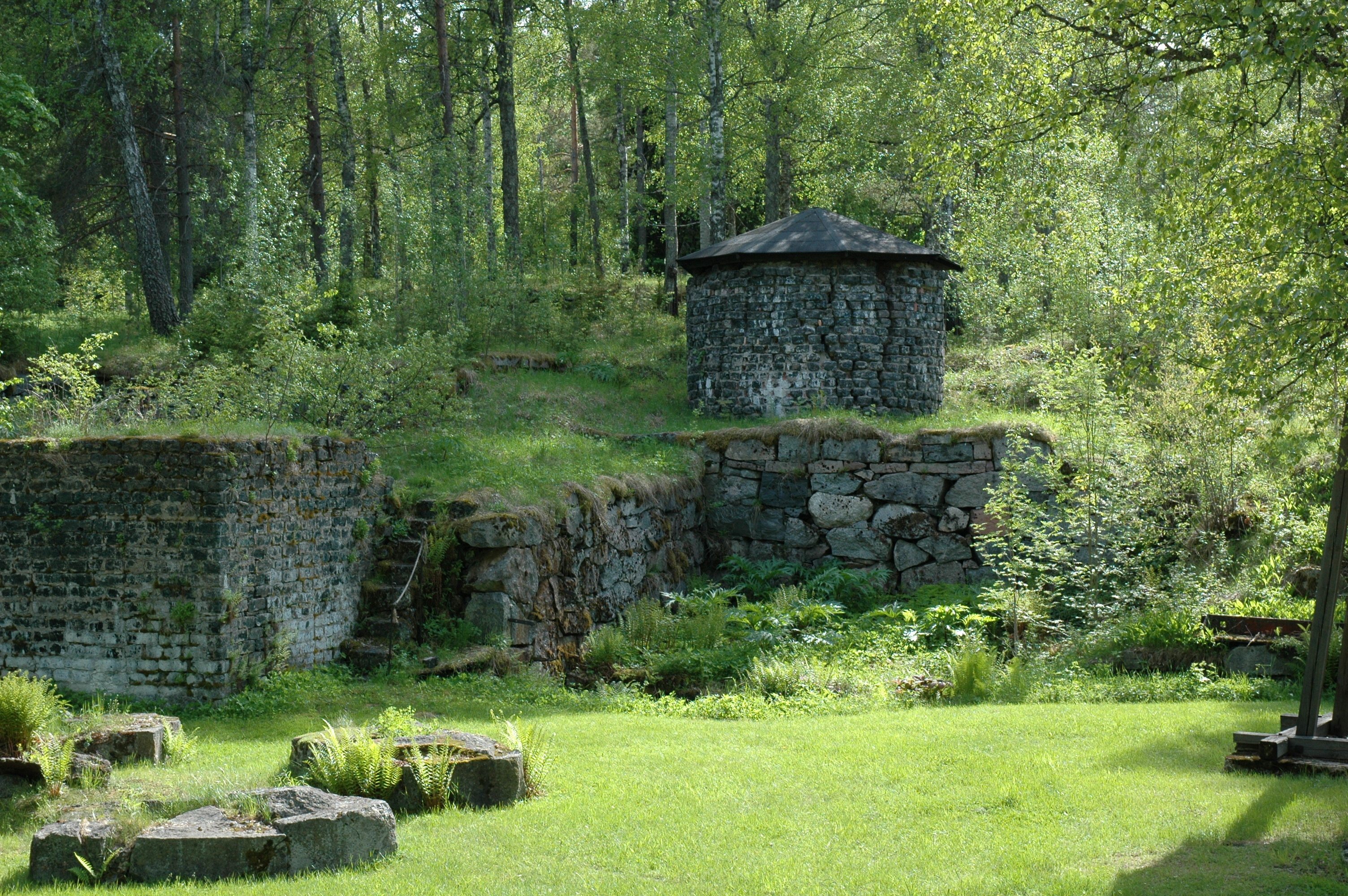
Bruksruiner i Kratten.

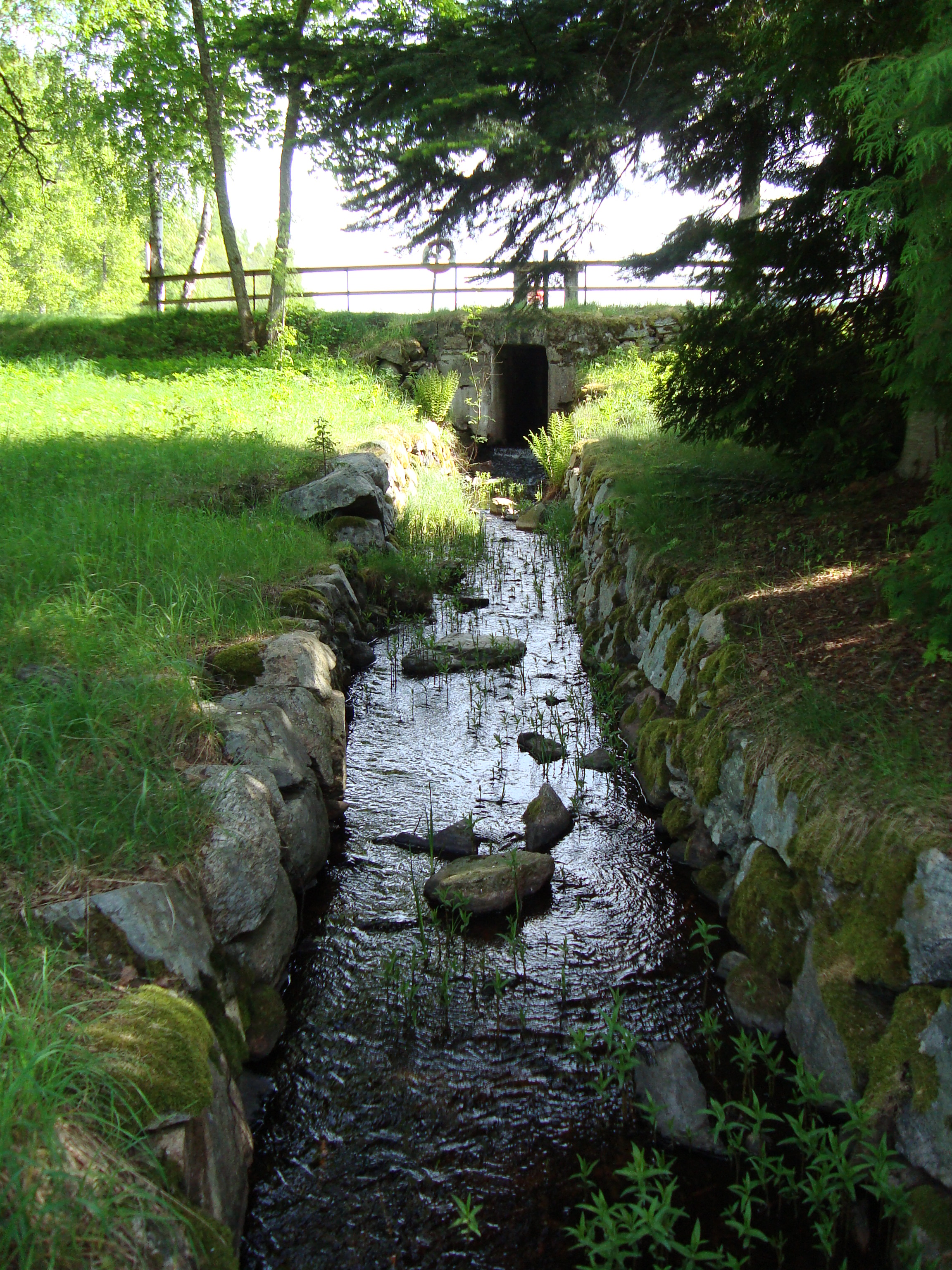
Den stensatta vattenrännan från Krattdammen till hyttan.

Kratte Masugn eller Kratten är ett före detta järnbruk utanför Torsåker i Hofors kommun som numera är ett asylboende som ligger vid den dämda sjön Krattdammens norra ände. Vid Krattdammen finns badplats och grillplats.
Gästrikeleden passerar förbi Kratten.

## Historia

### Brukstiden

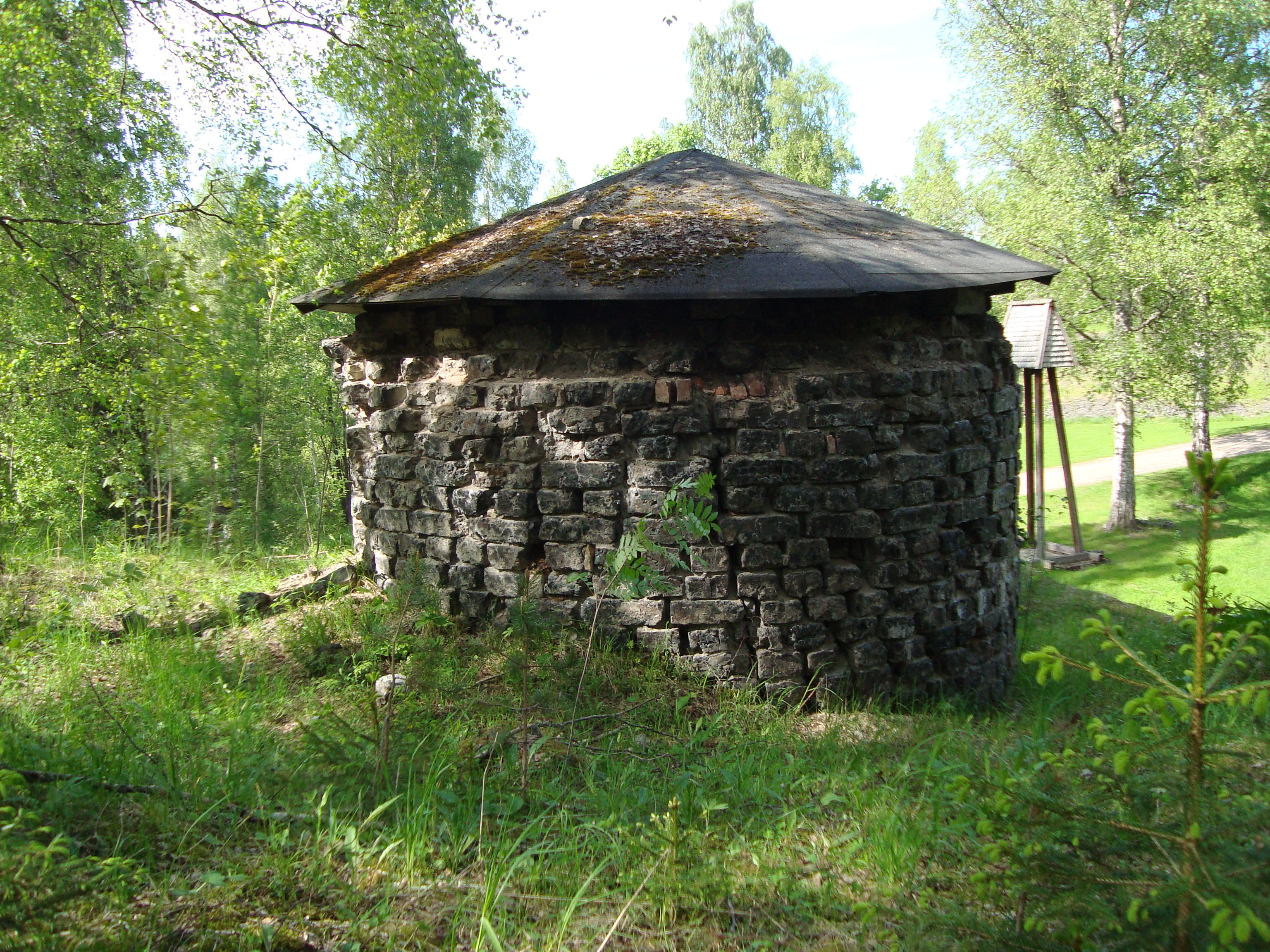
Hyttkransen.

Under 1500-talet anlade socknens bergsmän en smedja vid det lilla fall som bildades av ett vattendrag i den kuperade trakten. Smedjan kompletterades med en masugn år 1672. Bruket hade sin storhetstid i mitten av 1800-talet då det ägdes av släkten Petre. 1881 övergick anläggningen i Stockholms Enskilda Banks ägo och lades ned samma år. Masugnen revs 1894. 1896 anlades en såg som drevs till 1914, varefter egendomen drevs som ett jordbruk men förföll allt mer.

### Skogsbruksskolan
Kratte Masugn förvärvades 1944 av Skogsvårdsstyrelsen som lät uppföra en skogsbruksskola på bruket och provplantager runt om bruket. Skogsvårdsskolan drevs fram till 1976, då den flyttade till Ljusdal, och 1978 såldes anläggningen till Gävle kommun.

### Lägergård
Gävle kommun använde anläggningen som en lägergård och konferensanläggningen. Sommartid anordnades populära sommarläger för barn och ungdomar. 1990 rustades Hyttgårdens rum till modern standard med dusch och toalett på rummen. 1990-talets ekonomiska kris gjorde emellertid att lägerverksamheten lades ned efter sommaren 1992.

### Konferensanläggning

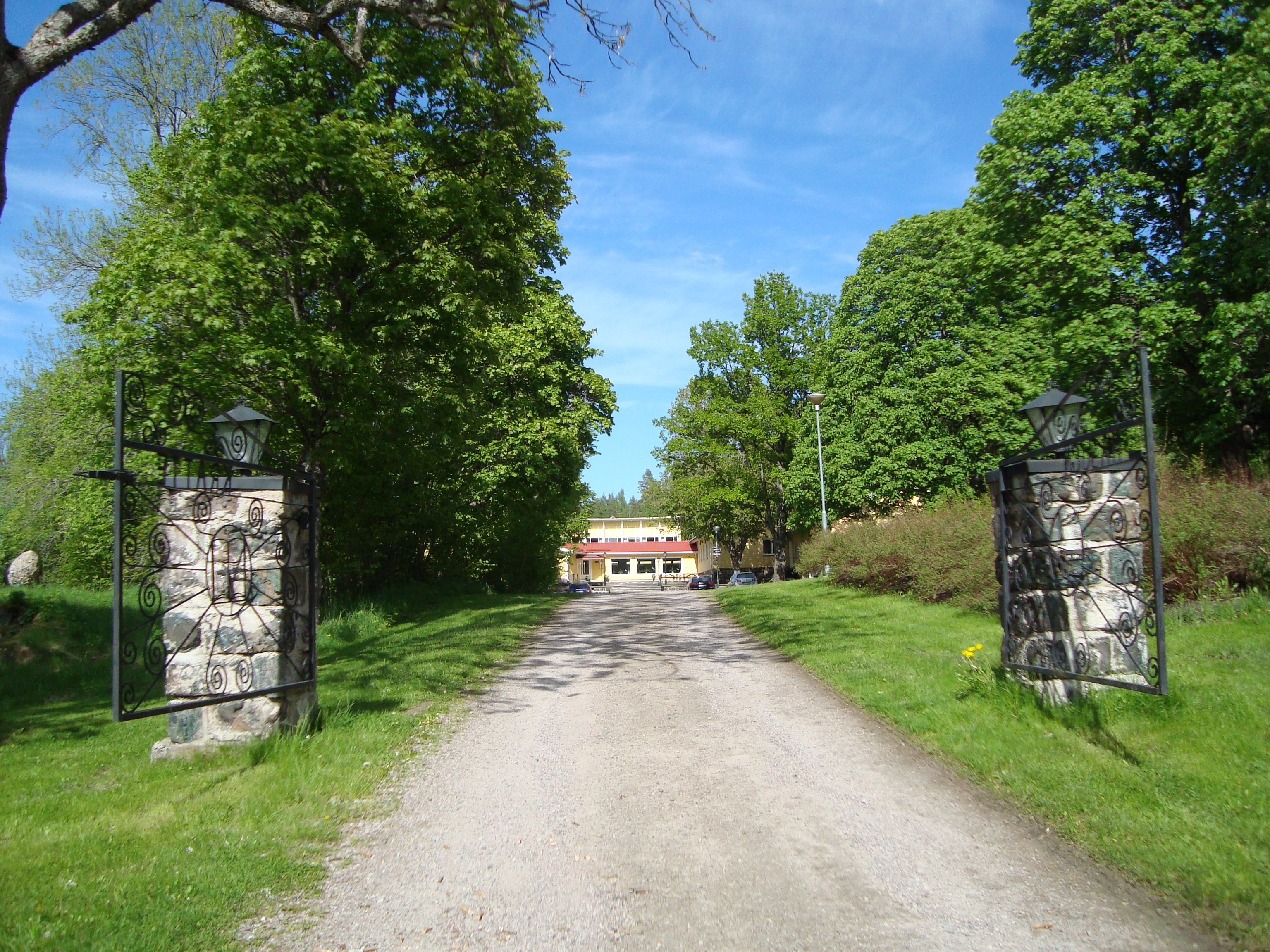
Infarten till konferensanläggningen. Notera den förbindelse som byggts i slutet av 2000-talet mellan Krattgården och Hyttgården och som skymmer idrottshallen i fonden.

1999 såldes anläggningen till en privat entreprenör som sedan dess drev anläggningen som en kursgård och konferensanläggning fram till 2014.

### Asylboende
Hösten 2014 såldes anläggningen till det nystartade företaget Carewell Group AB som inrättade ett asylboende i anläggningen. Verksamheten lades ner 2017 och anläggningen har fått nya ägare.

## Byggnader

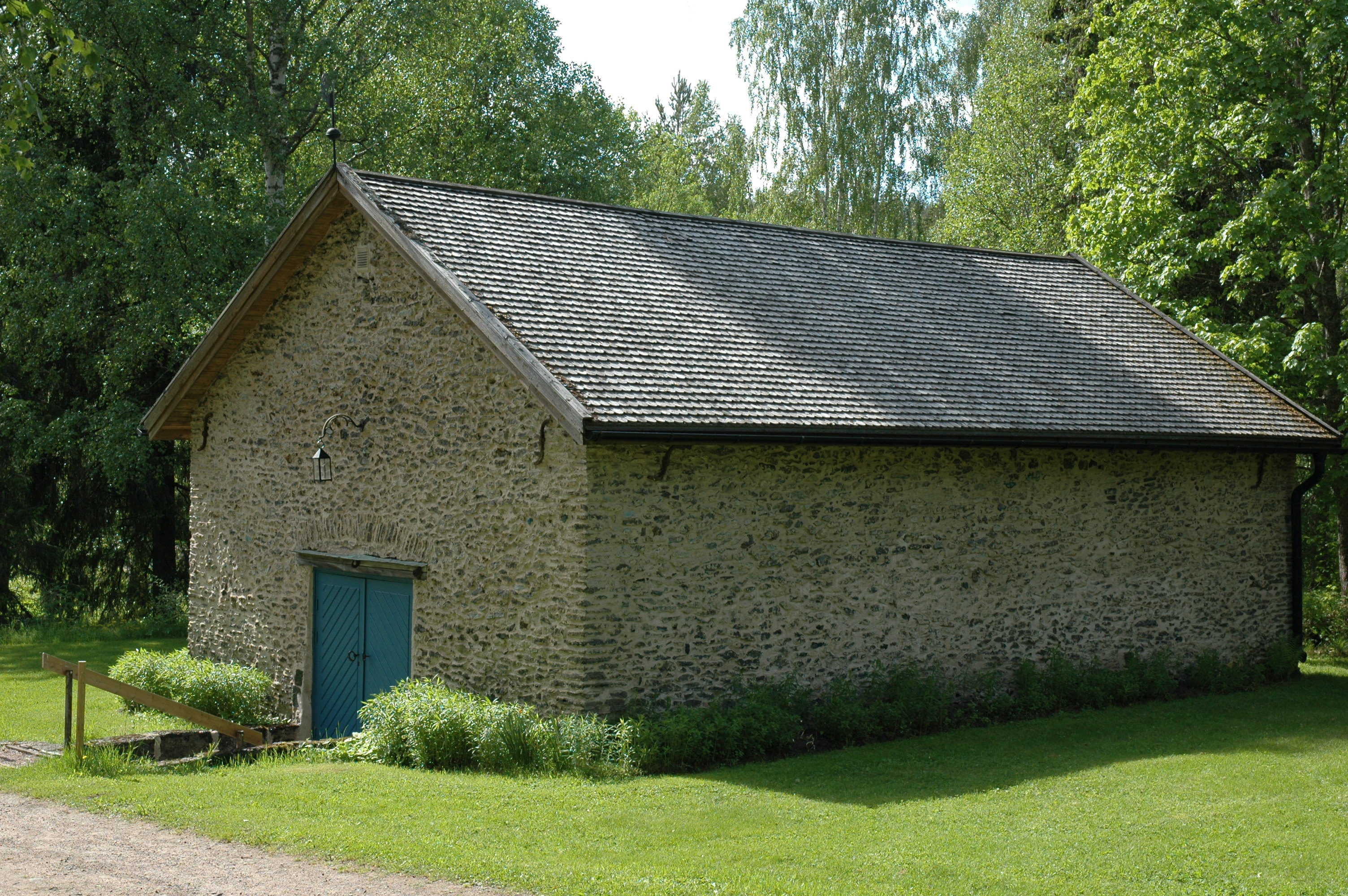
Kapellet vid Kratte masugn.

Anläggningens huvudbyggnader är Krattgården (administration, samlingssalar, kök, matsal, tvättstuga med mera), Hyttgården, Lillgården och Storgården (hotellbyggnader), Herrgården (konferenslokaler och hotellrum) samt idrottshallen. Utöver dessa finns Smedjan, Växthuset (förråd), Grindstugan (boende), Kapellet (tidigare våghus), stallbyggnader samt en mängd ruiner. Krattgården, Hyttgården och idrottshallen byggdes av Skogsvårdsstyrelsen medan de övriga byggnaderna härrör från brukstiden.